# Free (azienda)
Free S.A.S. è una compagnia telefonica francese che offre servizi di telefonia fissa e mobile, Internet e IPTV.
L'azienda fa parte del gruppo francese Iliad, e in termini di numero di abbonati alla linea fissa è al secondo posto dietro Orange, ma davanti a Bouygues Télécom e SFR.
Le offerte a banda larga e ultralarga comprendono l'accesso alle offerte ADSL, VDSL2 o FTTH, mentre per la telefonia mobile Free Mobile mette a disposizione dei propri clienti le reti 2G, 3G, 4G e 5G.
In passato ha operato anche con il marchio Alice ADSL, dismesso a seguito dell'acquisizione di Telecom Italia France da parte di Iliad.